# Ímely
Ímely (szlovákul: Imeľ) község Szlovákiában, a Nyitrai kerület Komáromi járásában.

## Fekvése
Ímely a Kisalföldön, a Nyitra és a Zsitva folyók közötti síkságon fekszik, Ógyallától 6 km-re északnyugatra, Érsekújvártól 12 km-re délre. A járási székhelytől 18 km-re északra fekszik. Közigazgatási területe 22 km², keleti határát a Zsitva-folyó alkotja, nyugaton az Öreg-Nyitrán 4 km-rel nyúlik túl katasztere. Északról Naszvad, nyugatról Vágfüzes, délről Martos, délkeletről és keletről Ógyalla, északkeletről Bajcs községek határolják.

## Élővilága

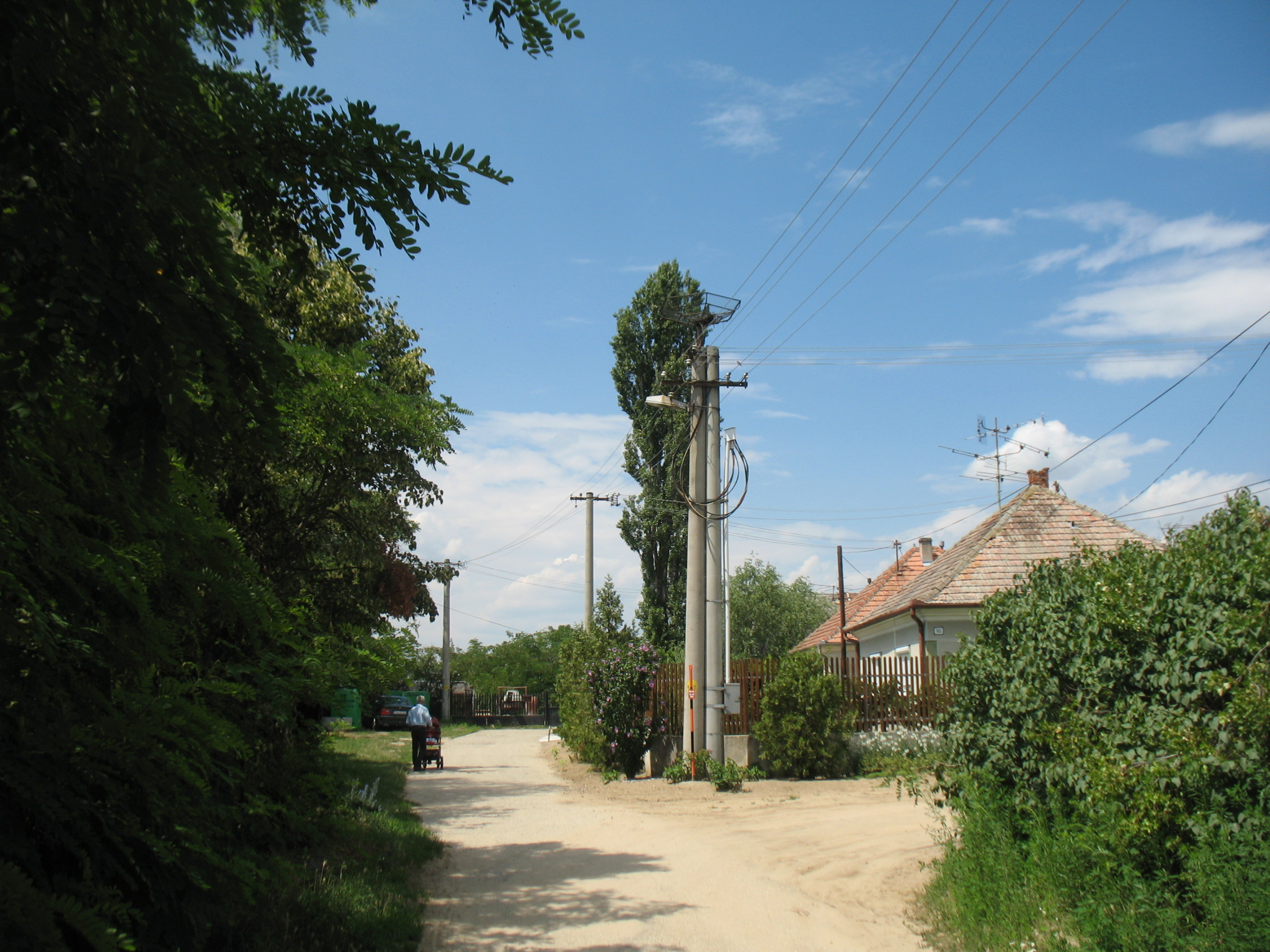

Ímelyen számon tartanak egy potenciális gólyafészek-kosarat, fészkelésről nincs adat.

## Népessége
| Év:            | 1994. | 2004.   | 2014.   | 2024.   |
| -------------- | ----- | ------- | ------- | ------- |
| Emberek száma: | 2276  | 2152    | 1960    | 1992    |
| Eltérés:       |       | -5,44 % | -8,92 % | +1,63 % |

| Év:            | 2023. | 2024.   |
| -------------- | ----- | ------- |
| Emberek száma: | 1989  | 1992    |
| Eltérés:       |       | +0,15 % |

1880-ban 1381 lakosából 1320 magyar és 7 szlovák anyanyelvű volt.
1890-ben 1389 lakosából 1388 magyar anyanyelvű volt.
1900-ban 1478 lakosából 1434 magyar és 44 szlovák anyanyelvű volt.
1910-ben 1524 lakosából 1374 magyar és 148 szlovák anyanyelvű volt.
1921-ben 1640 lakosából 1068 magyar és 550 csehszlovák volt.
1930-ban 1777 lakosa közül 805 magyarnak, 961 csehszlováknak vallotta magát.
1941-ben 1934 lakosából 1918 magyar és 4 szlovák volt.
1970-ben 2469 lakosából 1202 magyar és 1253 szlovák volt.
1980-ban 2411 lakosából 1136 magyar és 1268 szlovák volt.
1991-ben 2273 lakosából 1159 magyar és 1097 szlovák volt.
Az itt élők közül a 2001-es népszámlálás során 1036 fő magyarnak, 1159 szlováknak és 13 csehnek vallotta magát (összesen 2227 lakos). Lakosainak többsége római katolikus, akik önálló plébániát alkotnak. A reformátusok – filiaként – a Martosi gyülekezethez tartoznak.
A 2011-es népszámlálás alkalmával 2054 lakosából 1125 szlovák, 878 magyar, 12 cseh, 2 cigány, 1 más és 36 ismeretlen nemzetiségű volt.
2021-ben 1982 lakosából 782 (+111) magyar, 1159 (+49) szlovák, 13 (+2) egyéb és 28 ismeretlen nemzetiségű volt.

## Gazdaság és infrastruktúra
A település óvodával, szlovák tannyelvű alapiskolával, művelődési házzal, Csemadok-alapszervezettel rendelkezik. A falu földjeinek többségét az ímelyi székhelyű Agrocoop használja, mely 1995-ben létesült a mezőgazdasági szövetkezet átalakulásával. Szlovákia egyik legnagyobb burgonyatermesztőjének számító Agrocoop burgonyatisztító és burgonyacsomagoló üzemet is működtet a faluban, mintegy 150 lakosnak biztosítva munkalehetőséget.
Búza-, árpa-, kukoricatermesztéssel, tejelő szarvasmarha- és disznótartással (3500-4000 sertés) is foglalkoznak. Határában jelentős szőlőtermesztés folyik.

## Története

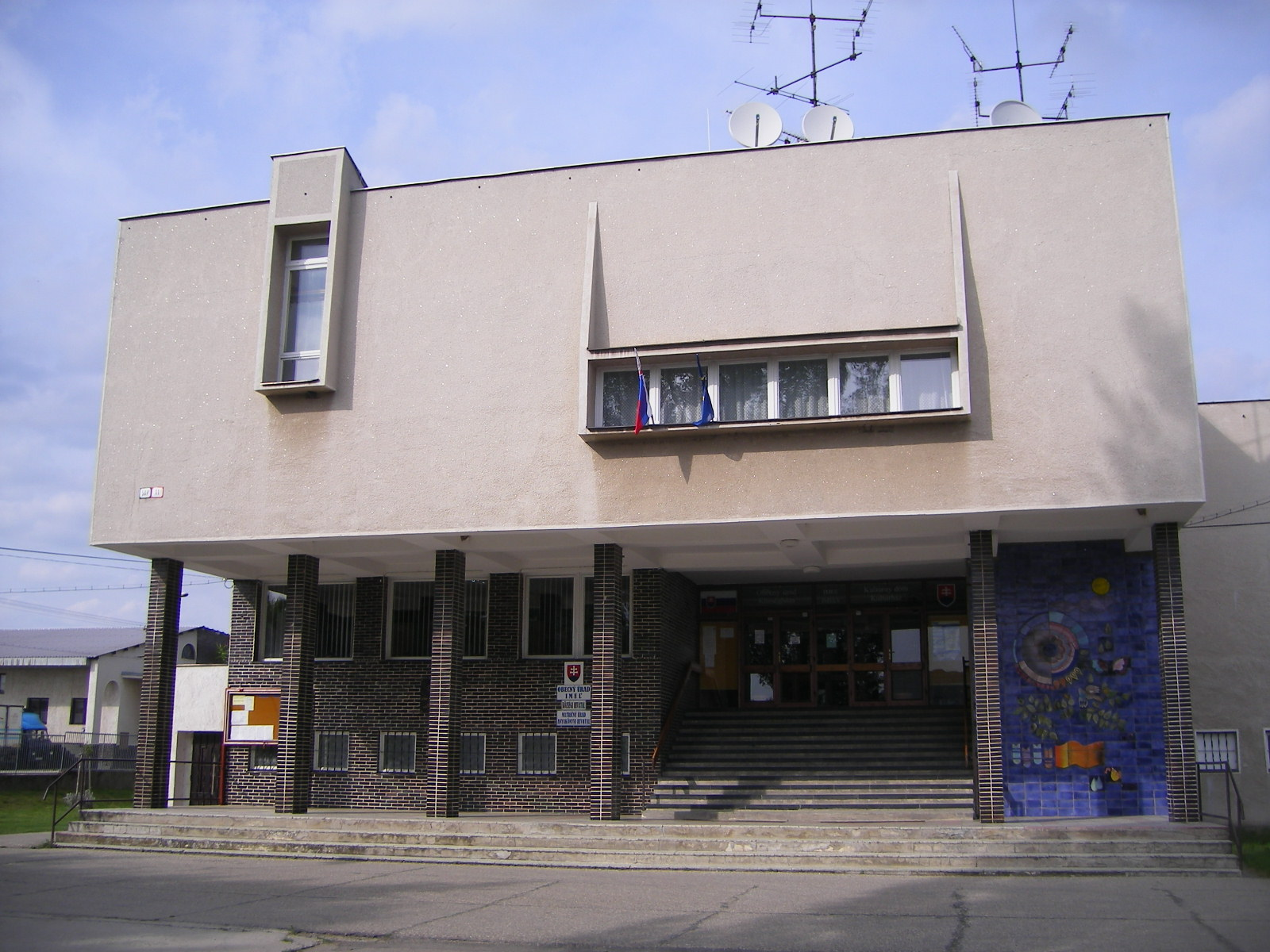
A községháza épülete

### A középkorban
A terület régészeti leletekben gazdag. Kerültek elő leletek az újkőkorszakból, a réz- és bronzkorból, de megtalálták a vaskori kelták és a népvándorlás nyomait is. Magyar szempontból legbecsesebbnek a honfoglalás és kora Árpád-kori magyar temető tekinthető.
A település első említése – Hemeu formában – 1312-ből való. Neve talán a régi magyar „imo”, „imola” főnévvel rokon, amely „hínár, mocsár” jelentéssel bír. Első említésekor már az esztergomi érsekség faluja. 1312 előtt Csák Máté híve, Chelleus elfoglalta, elpusztította, és jobbágyait megadóztatta. 1333-ban – amikor Emew a neve – létezett Szűz Máriáról elnevezett egyháza. 1404-ben Eme, 1438-ban Imee alakban bukkan fel okiratokon. Az 1487-es Hippolit-kódexekben is érseki birtokként szerepel.

### A török hódoltság idején
A török hódoltság idején – a környék többi falvához hasonlóan – Ímely is sokat szenvedett. Ám sokszor nem is a töröktől, de inkább – Huszár Gál és társai révén a környéken elterjedt – református hitük miatt. Az 1561-es Oláh-féle vizitáció szerint a falunak már nincs plébánosa, a hívek a templom földjeit eladták a töröknek, hogy megváltsák magukat. Ennek ellenére 1561-ben a török elpusztította, ám hamarosan újraépült.
1584-ben – amikor a protestáns Kielmann András után Pálffy Miklós, a „katolikus egyház igaz híve” lett a komáromi várkapitány – Ímely református lakosai (több más faluval egyetemben) nem a törökre, hanem Pálffyra panaszkodtak, mert rétjeiket elvette, lovaikat és ökreiket elhajtotta, az embereket agyondolgoztatta és teljesen vagyontalanná, nyomorulttá tette. Ímelyen volt református prédikátor a 17. század legelején Veresmarti Mihály (1572-1645), aki ebbéli tevékenységével Forgách Ferenc nyitrai püspök haragját vívta ki. A püspök elfogatta, s a nyitrai várba záratta. (Szabadulása után, 1610-ben katolikus hitre tért.) 1615-ben hódolt falu. 1654-ben a reformátusok Martos filiájaként működtek.
Az 1664. évi török defter szerint az esztergomi szandzsák „komaráni” náhijehez tartozó Imő falunak 45 háztartása és 58 fejadófizető személye volt. Összes adóját 12 470 akcsében állapították meg. 1672-ben – Szelepcsényi érsek közbenjárására – Maholányi komáromi várparancsnok szigorú rendeletben írta elő, hogy az érsekség területéről a református lelkipásztorok elűzessenek. Ennek értelmében a martosi bírónak is – jószág- és fővesztés terhe mellett – kötelessége volt a helyi papot elkergetni. 1681-ben – Mikolai István prédikátor vezetésével – ismét önálló az imelyi eklézsia. 1685-ben – Érsekújvár visszafoglalásakor – elpusztult a szomszédos Bajcs falu. A néptelen területet az imelyi határhoz csatolták.

### A község a 18-19. században
A XVIII. sz. elején Ímely magyar lakosai mellé a földesúr szlovák nemzetiségűeket telepített.  A római katolikusok plébániája 1787-ben alakult, s az anyakönyveket is onnantól kezdték vezetni.

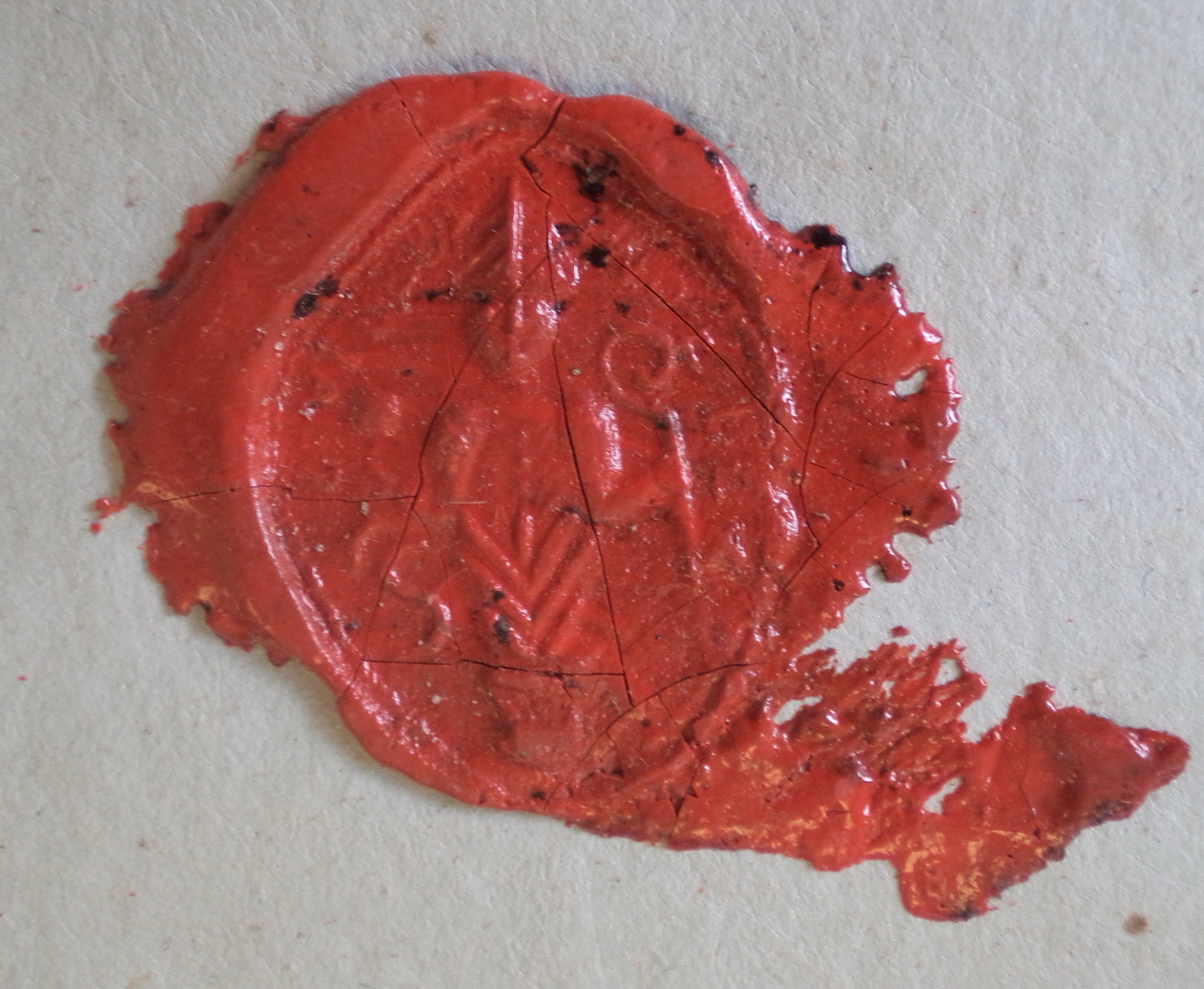
A falu pecsétje 1845-ből

Fényes Elek 1851-ben az alábbiakat jegyezte fel róla: „Imely magyar falu Komárom vármegyében, Nyitra vize mellett, Komáromhoz éjszakra 2 mérföldnyire, 1086 katholikus, 4 evangélikus, 192 református, 11 zsidó lakossal, katholikus anya-, református fiókegyházzal. Határa 5133 hold, mellyből 4250 holdat árviz jár. Földe részint homokos, részint lapályos, fekete agyag. Az egész határt jobbágyság birja, majorság itt nincs. Földes ura az esztergomi érsek”.
1881-ben a Keresztelő Szent János tiszteletére szentelt római katolikus templomának az esztergomi érsek a kegyura. Az 1045 hívőnek kis-rákói Lehoczky Gyula plébános magyar és szlovák nyelven celebrálta a misét.

### A 20. században

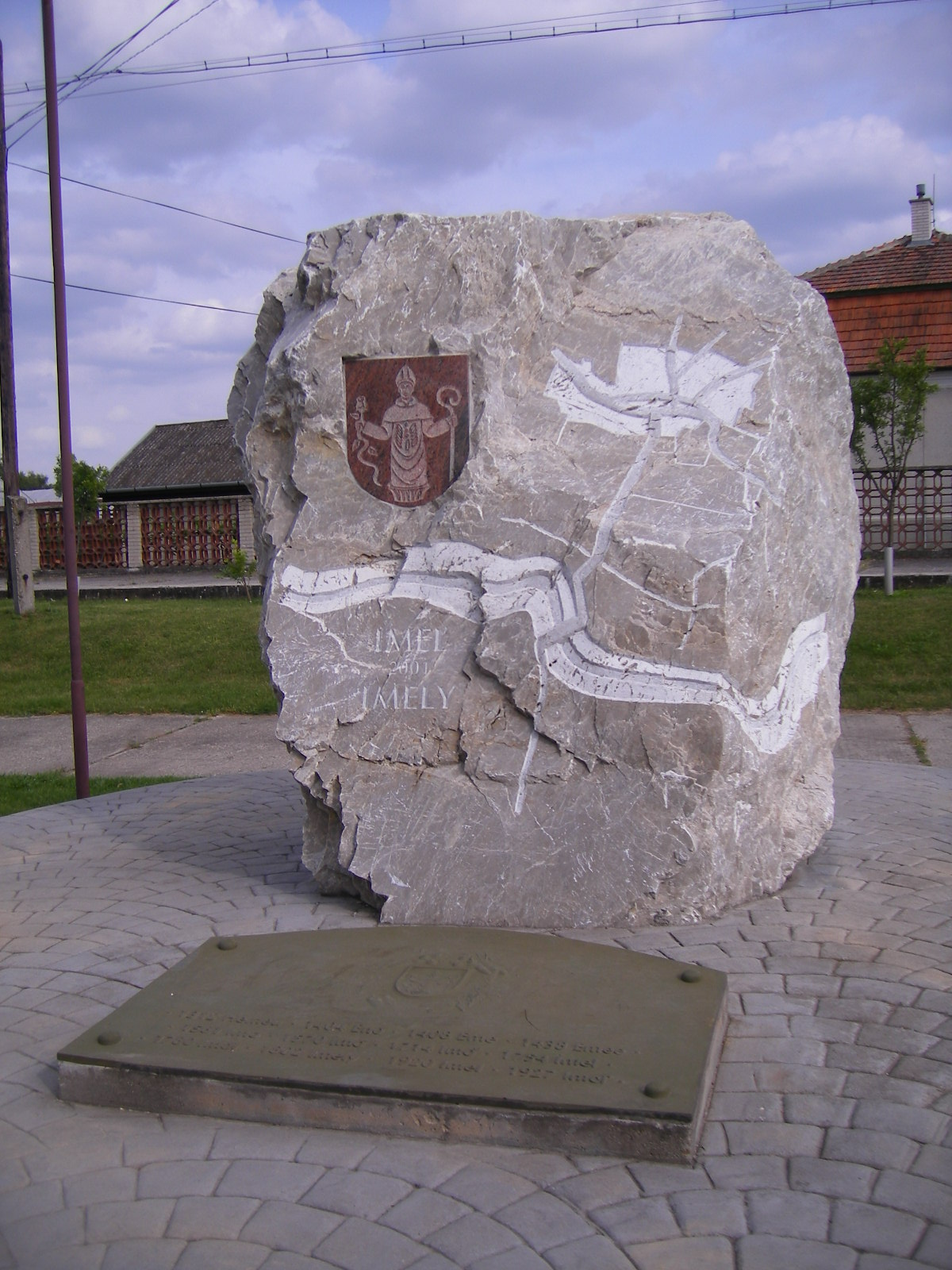
Ímely-emlékmű

A XX. sz. elején a Komárom vármegye Udvardi járásához tartozó nagyközség római katolikus és református elemi iskolákkal, római katolikus ifjúsági szervezettel, postaügynökséggel, telefonállomással, valamint 1478 – közte 1434 magyar és 44 szlovák – lakossal (1900) rendelkezett. Lakosai földműveléssel és állattenyésztéssel foglalkoztak, faeszközöket készítettek, dohányt termesztettek. Gyakori tevékenység volt a takácsipar, a kosárfonás és a hímzés is.
A trianoni békeszerződés következményeképp Csehszlovákiához került, s 1927-ben Imeľ formára módosították a szlovák nevét. 1938-1945 között ismét Magyarországhoz tartozott. Ebben az időben körjegyzőségi székhely. A második világháborút követően újra Csehszlovákiának adták. 1945-ben magyar lakói közül többeket csehországi kényszermunkára vittek, illetve 1947-ben 19 családot Magyarországra telepítettek át. Helyükbe magyarországi szlovák családok érkeztek. 1949 után megalakult a CSEMADOK, illetve 1949-ben létrejött a helyi mezőgazdasági szövetkezet (Efsz).

## Neves ímelyiek
- Itt hunyt el 1904-ben Bacskády Ágoston plébános, író.
- Itt született Blauner Mór (1876-1949) ügyvéd, testvére Blauner Miksa (1880–1939) ügyvéd, hitközségi és iskolaszéki elnök.
- Itt született Blaskovics József (1910-1990) nyelvész, turkológus, műfordító, a községi hivatal falán emléktábla őrzi emlékét.
- Itt született Árendás József (1946–) Aranyrajzszög Életműdíjas grafikus.
- Itt szolgált Koron Imre (1762-1800) plébános.
- Itt szolgált Simor Mór (1849-1933) nagycétényi plébános, esperes.
- Itt szolgált Karaffa János (1973-2021) szlovákiai magyar plébános.

## Nevezetességek
- A község Blaskovics Józsefről elnevezett főterén, a községház előtt áll a falu alapításának emlékműve.
- Neoklasszicista református temploma a korábbi templom felhasználásával 1888-ban épült.
- Keresztelő Szent Jánosról elnevezett katolikus temploma 1800-ban épült klasszicista stílusban. Udvarában kálváriát alakítottak ki.
- A régi építkezési módot a 19. század második feléből származó vályogházak szemléltetik.
- Az első világháború áldozatainak emlékművét egy volt Mária-képoszlopon helyezték el.

## Képtár

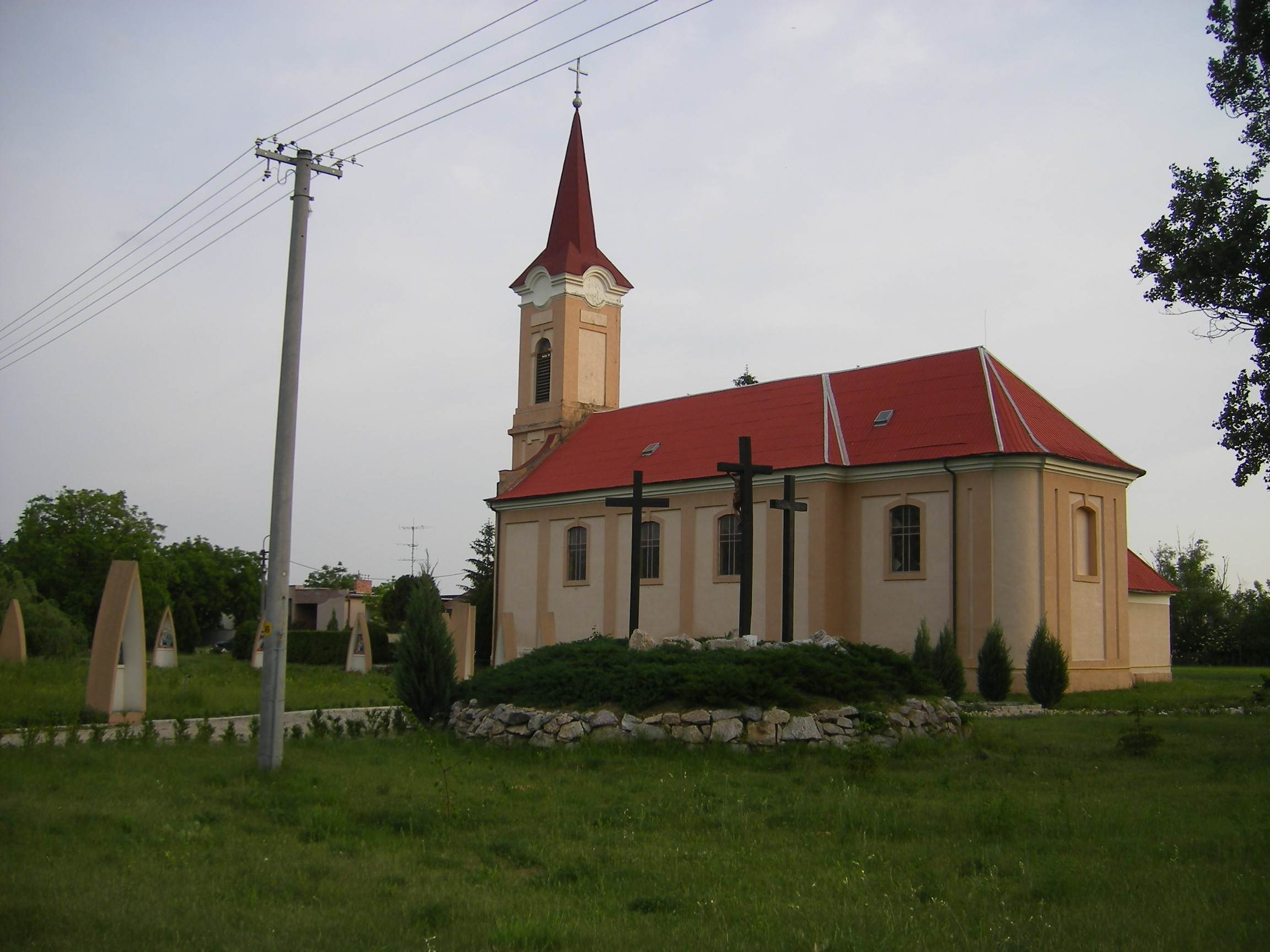
A katolikus templom
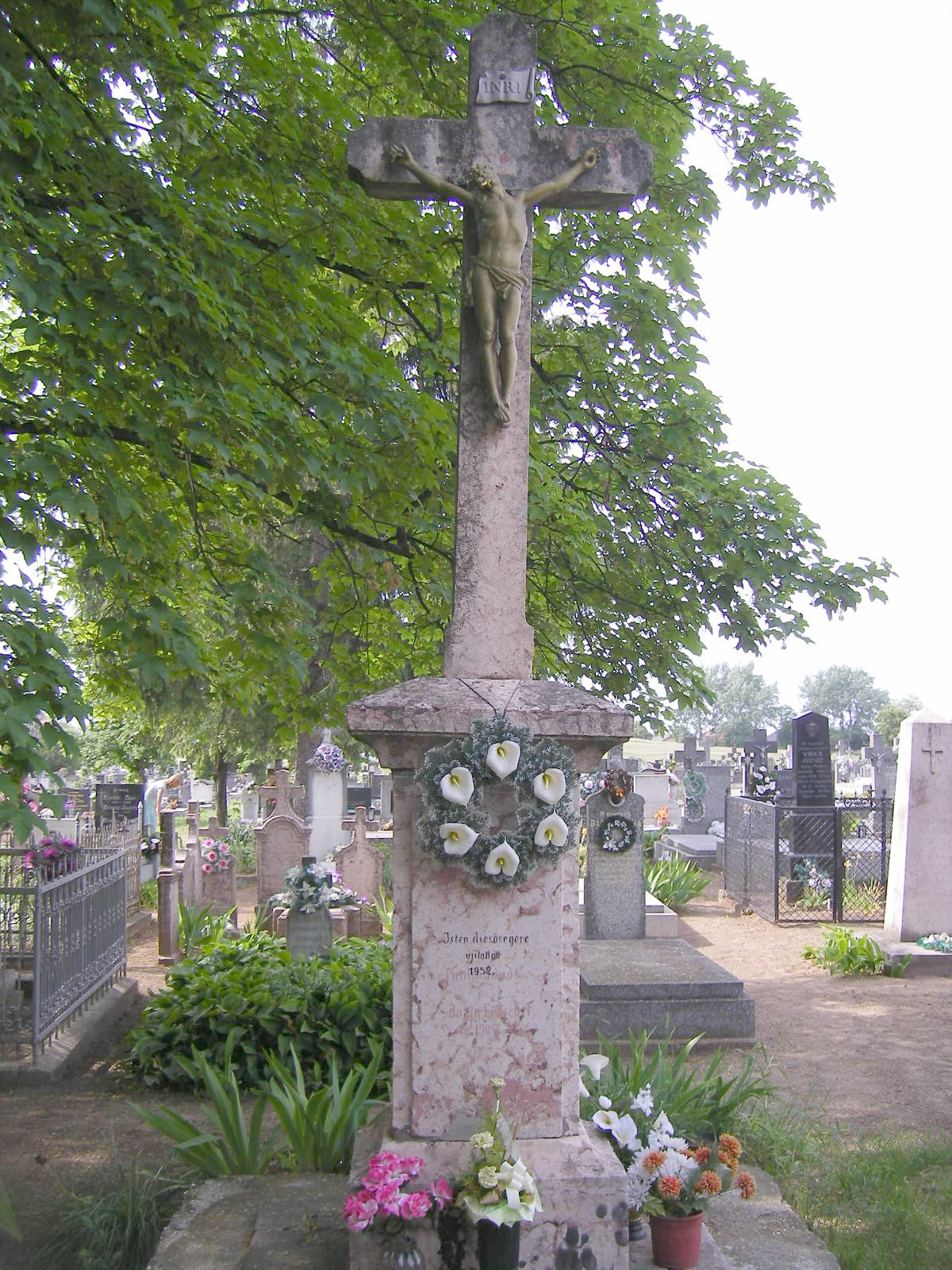
1905-ben állított kereszt a katolikus temetőben
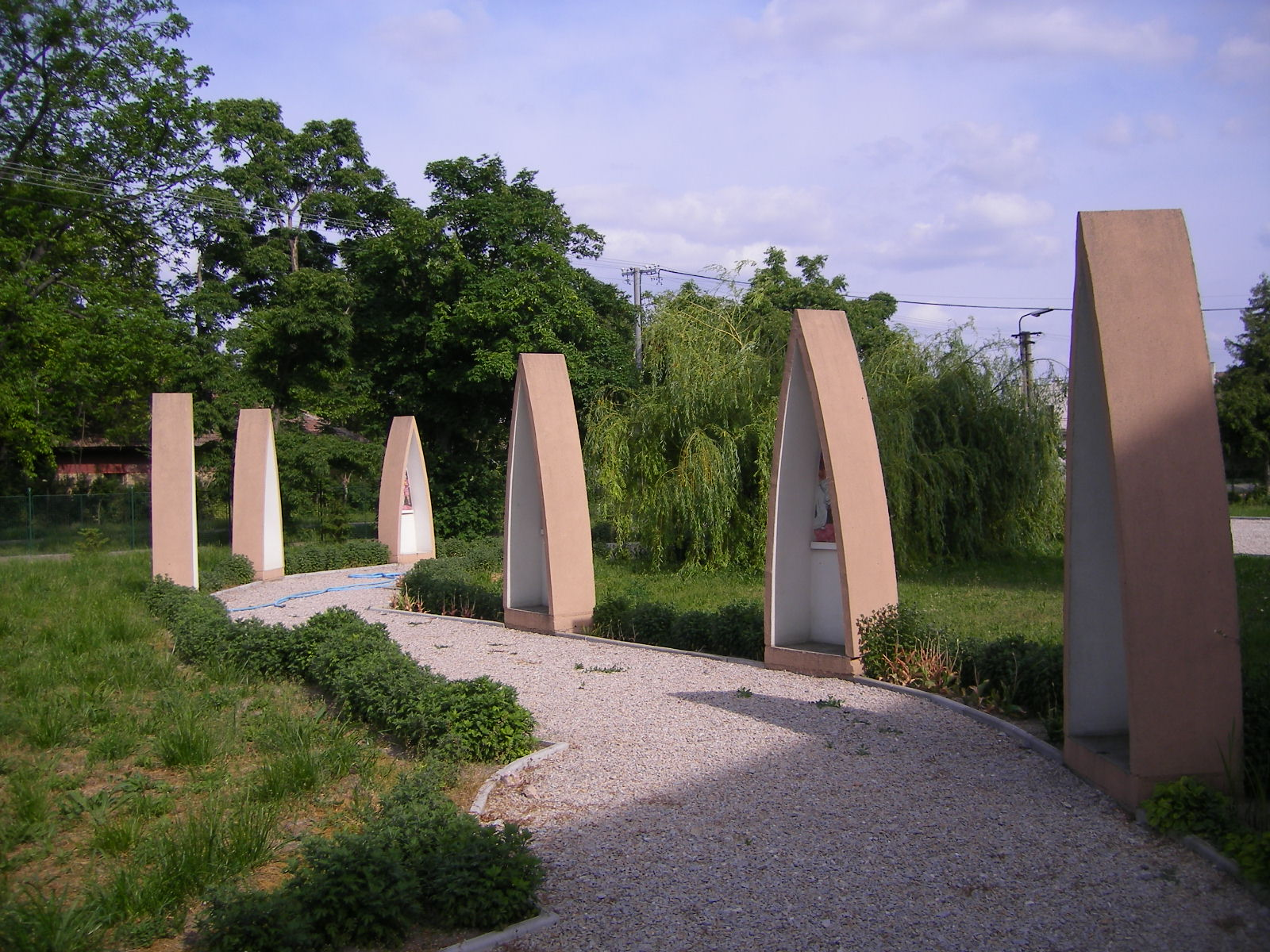
A kálvária a templomkertben
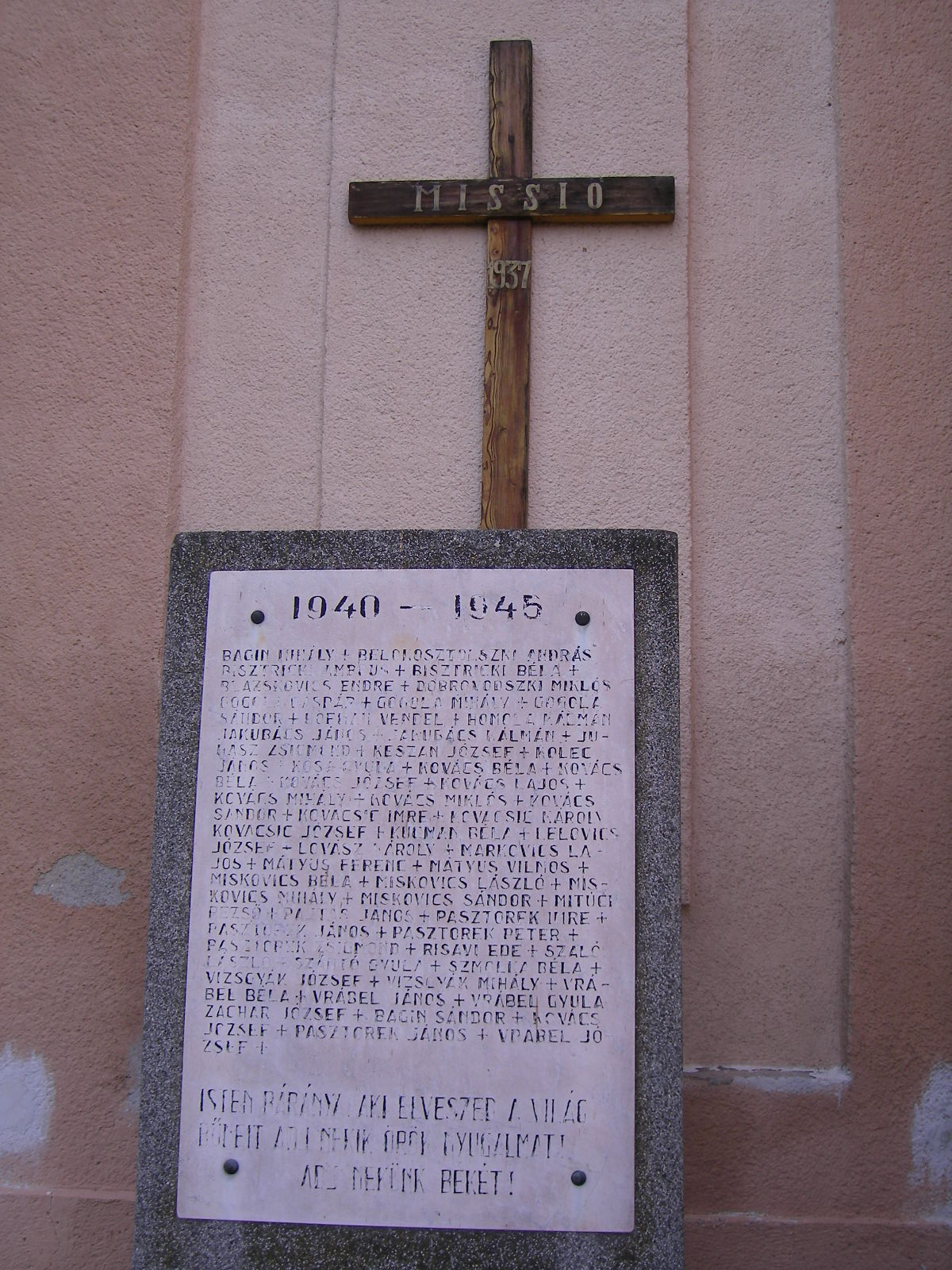
A második világháború áldozatainak emlékműve
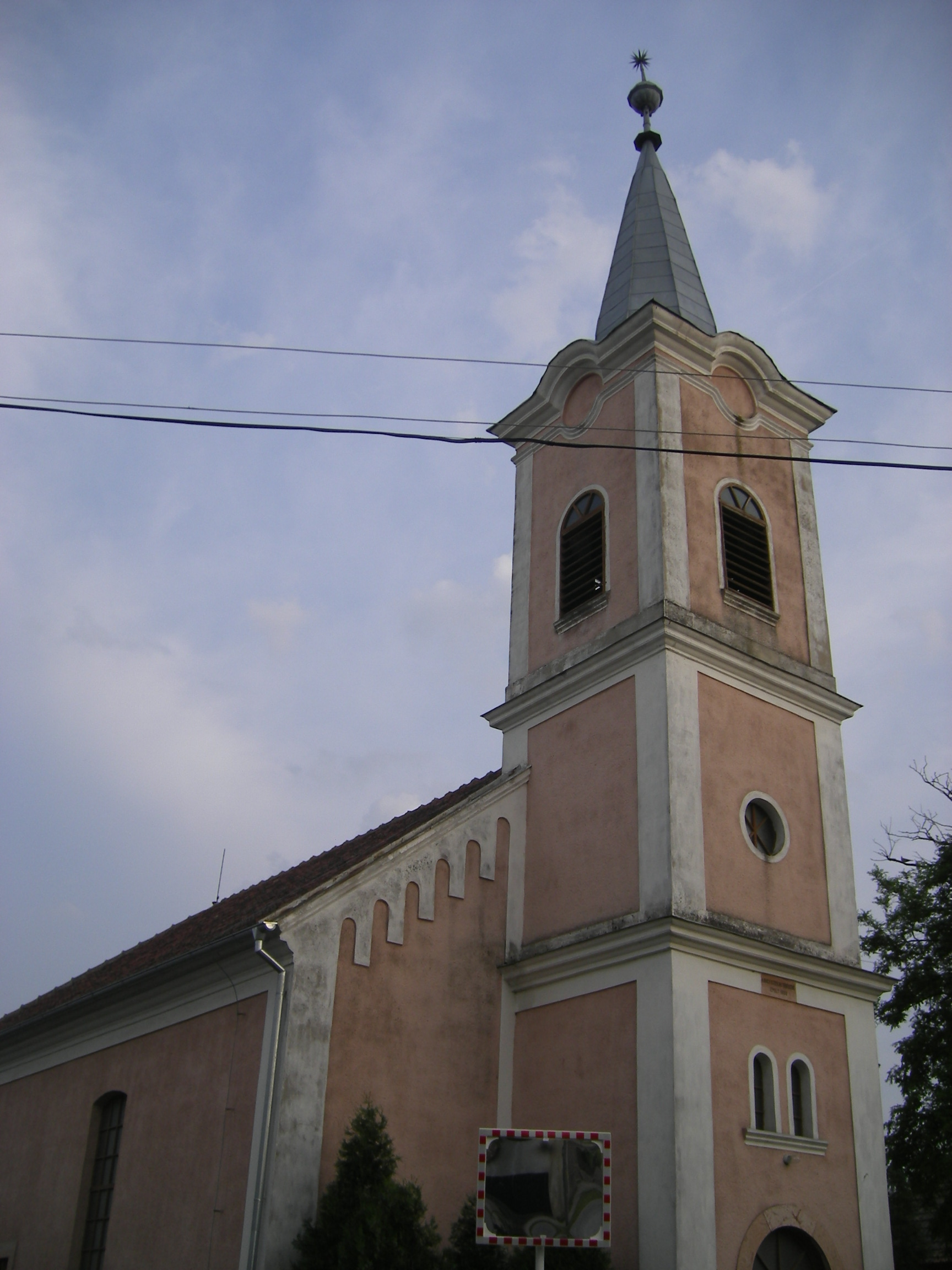
Református templom
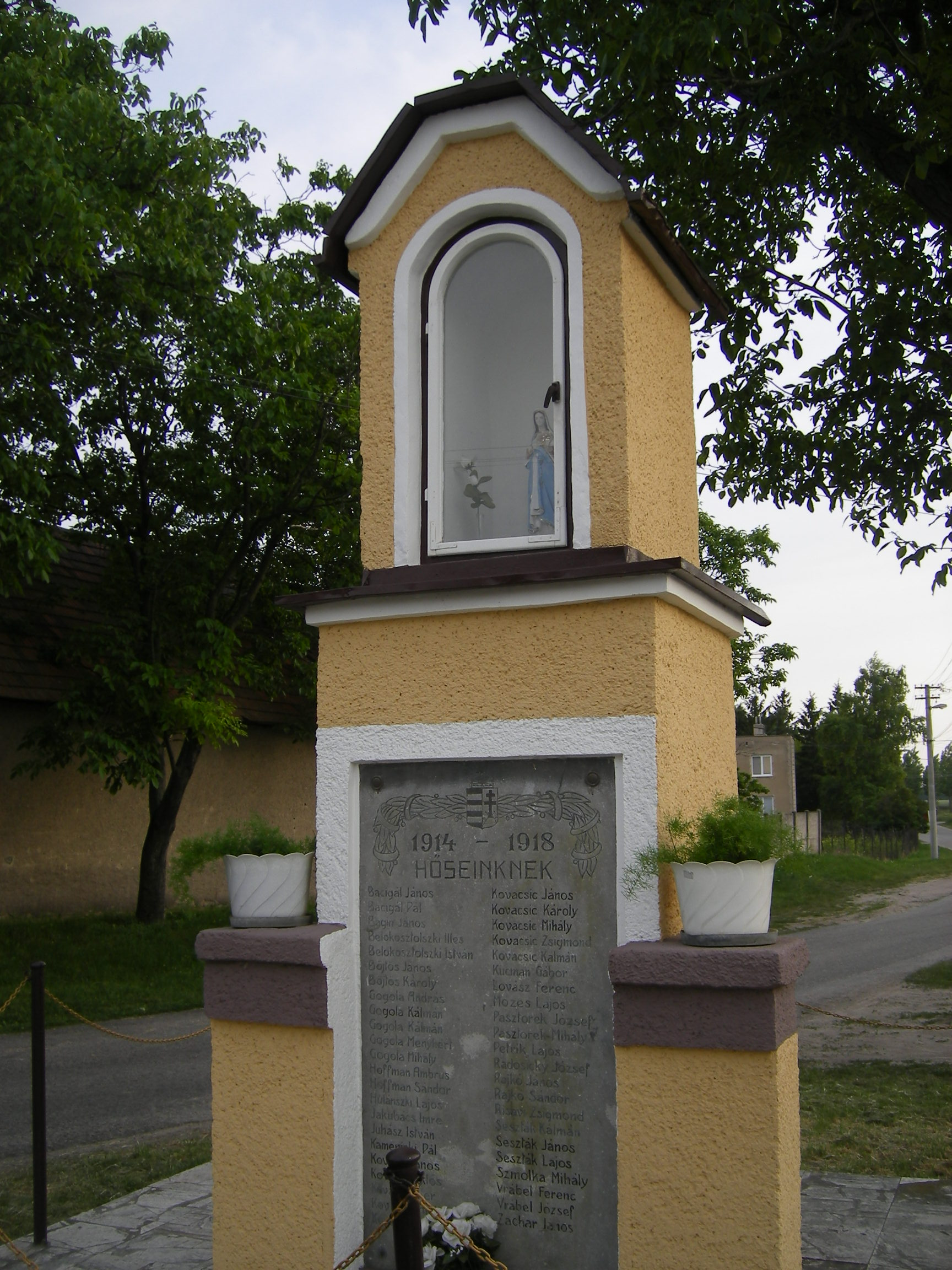
Az első világháború áldozatainak emlékműve
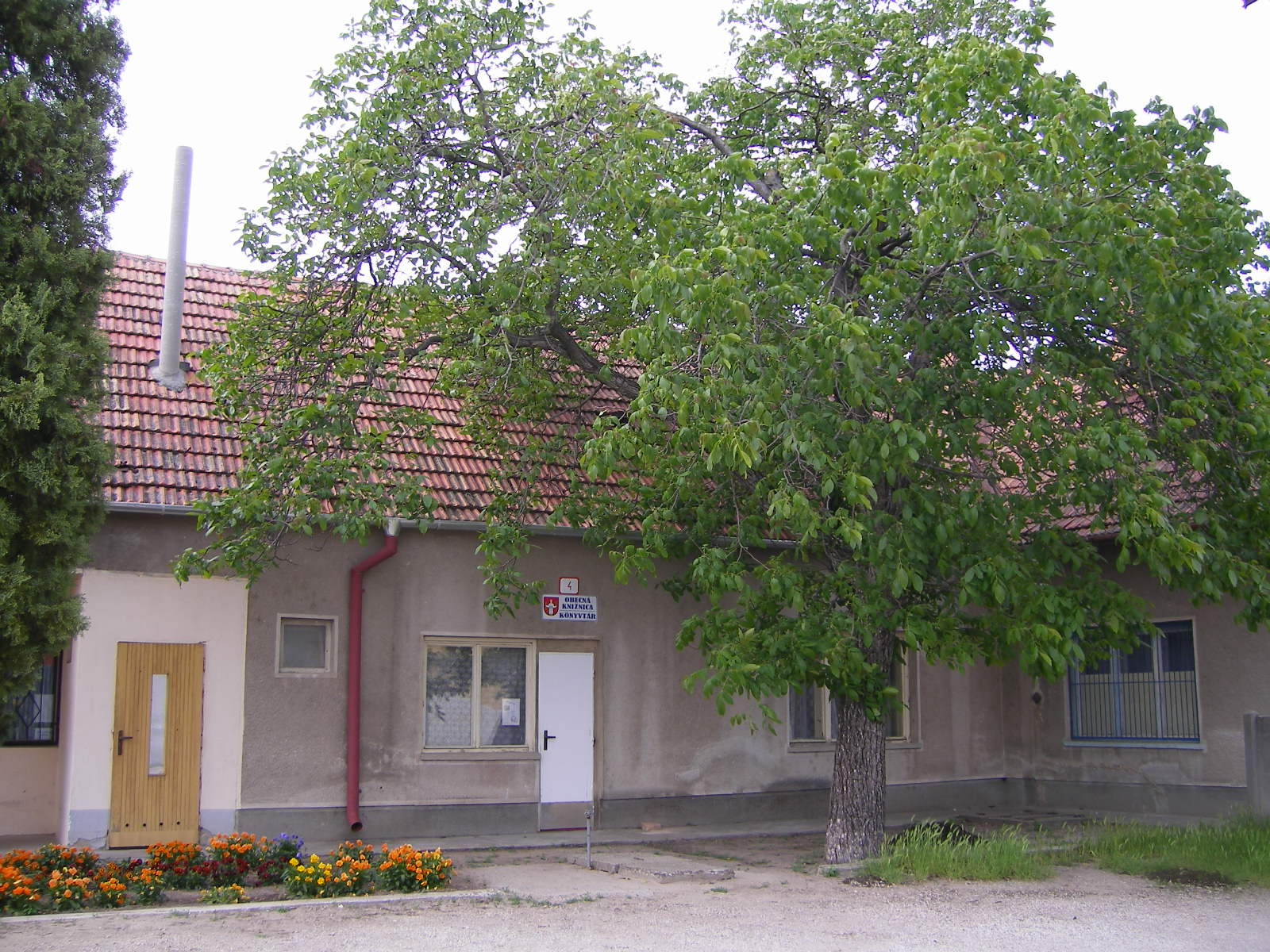
Községi könyvtár
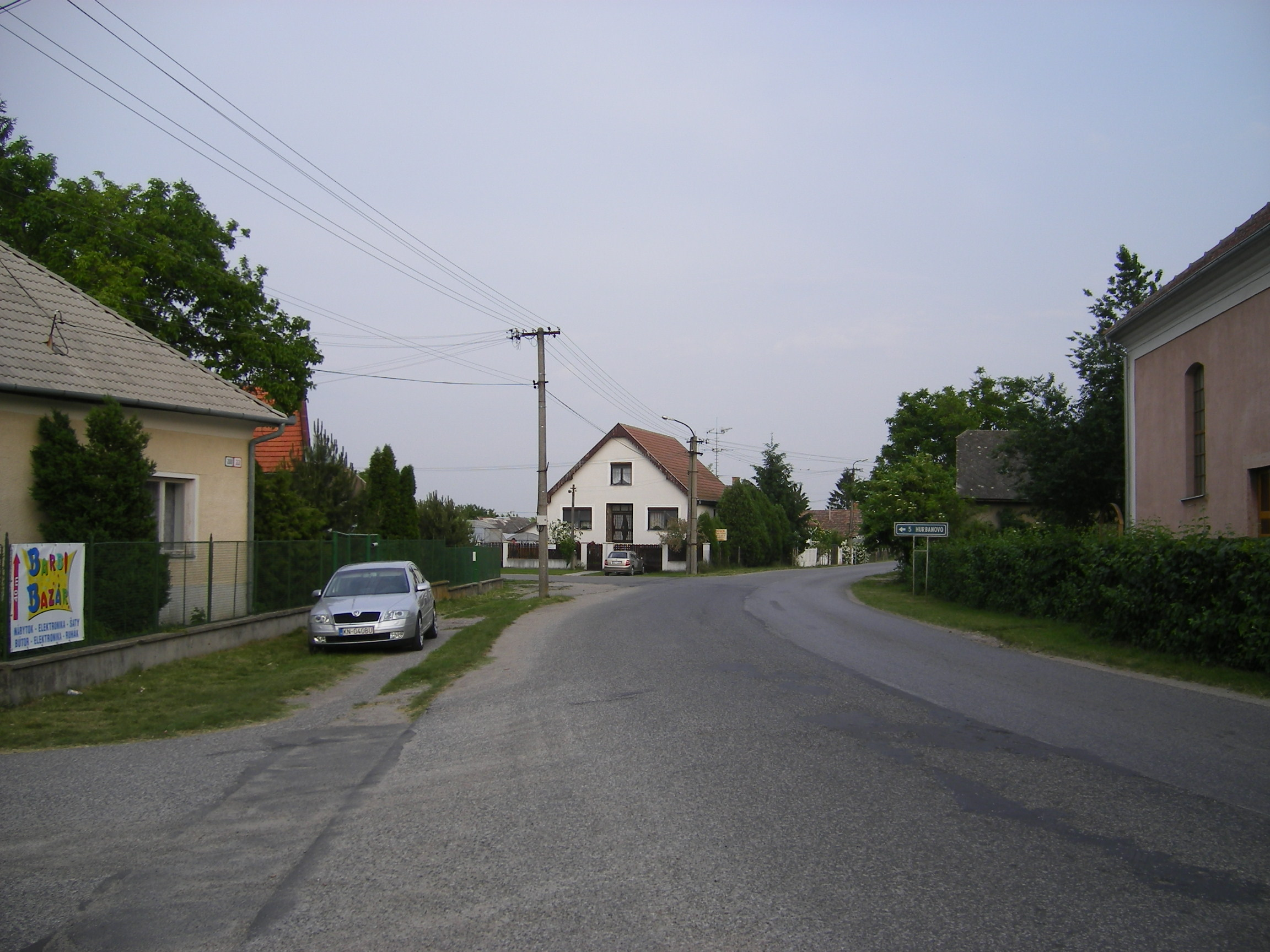
Ímelyi utcakép
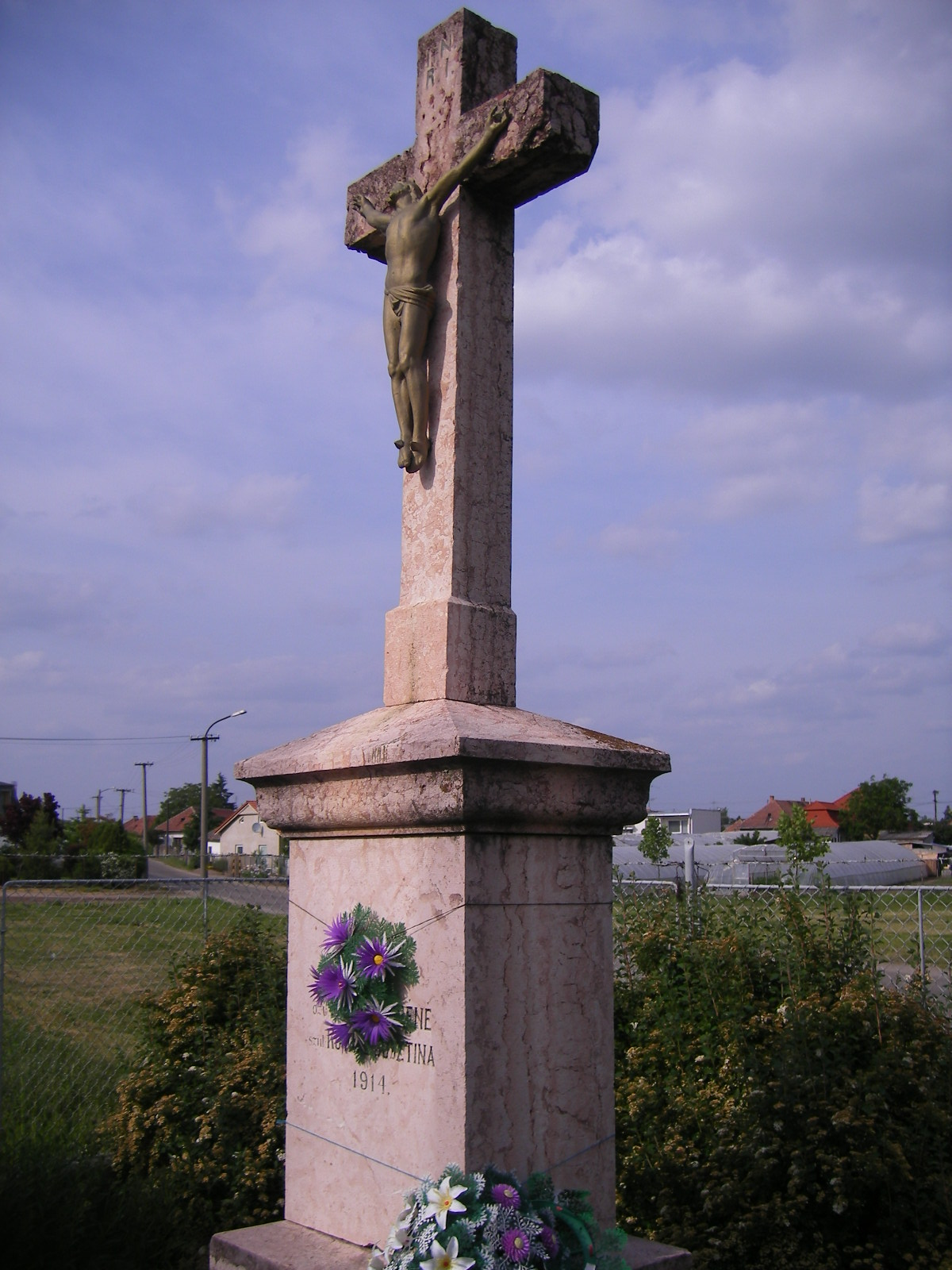
1914-ben állított kereszt az ógyallai út mellett

## Testvértelepülések
- Beled, Győr-Moson-Sopron vármegye
- Héreg, Komárom-Esztergom vármegye
- Nemesszalók, Veszprém vármegye